# 李金子
李金子（1990年3月4日—）是中国女子拳击运动员，出生于黑龙江省肇东市，2002年考入吉林体育学院。李金子于2006年首夺全国女子拳击冠军和第四届世锦赛亚军后，连续三年先后夺得世界女子拳击锦标赛、亚锦赛、世界杯以及全国锦标赛、冠军赛、精英赛75公斤的冠军，是目前世界上唯一一位女子拳击“大满贯”得主。2012年代表中国参加在英国伦敦举行的奥林匹克运动会女子中量级拳击比赛。